# Bát chánh đạo

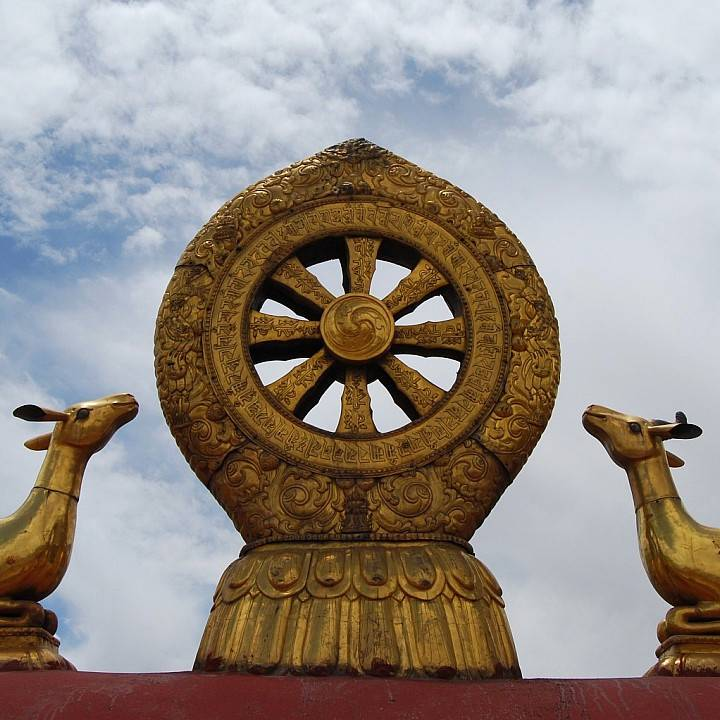
Tám nan hoa của bánh xe chánh pháp biểu tượng hóa Bát chánh đạo.

Bát chánh đạo (Hán việt: 八正道; Pali: ariya aṭṭhaṅgika magga; Sanskrit: āryāṣṭāṅgamārga) hay Bát chính đạo là một bản tóm tắt ở thời kì ban đầu về con đường của các phương pháp thực hành trong Phật giáo để dẫn đến sự giải thoát khỏi vòng luân hồi - vòng lặp tái sinh đầy đau khổ  bằng việc đạt đại niết bàn.
Bát chánh đạo bao gồm tám pháp thực hành: chánh kiến, chánh tư duy, chánh ngữ, chánh nghiệp, chánh mạng, chánh tinh tấn, chánh niệm và chánh định ('quá trình tiếp nhận hoặc sự kết hợp liên quan đến thiền định'; một cách tương tự, sự nhận thức thiền định một cách điềm tĩnh).
Ở thời kì ban đầu của Phật giáo, những pháp thực hành này đã bắt đầu bằng việc hiểu rằng cơ thể - tâm trí làm việc theo cách bất thiện (chánh kiến), tiếp theo là việc bước vào con đường Phật giáo bằng cách giữ gìn bản thân, kiểm soát bản thân, phát triển lòng từ và lòng trắc ẩn; và kết thúc bằng thiền định, là cái củng cố cho những pháp thực hành trên trong việc phát triển của cơ thể - tâm trí.  Ở thời kì về sau của Phật giáo, trí tuệ (prajñā) đã trở thành một công cụ chính trong việc giải thoát, dẫn đến một khái niệm khác và cấu trúc khác của con đường, trong đó "mục đích" của con đường Phật giáo được định rõ hơn bằng việc chấm dứt vô minh và sự tái sinh.
Bát chánh đạo là một trong những bản tóm tắt chính trong các phương pháp của Phật giáo, được dạy để đạt đến quả vị A-la-hán. Trong truyền thống Thượng tọa bộ, con đường này còn được tóm tắt như là sila (giới), samadhi (định) và prajna (tuệ). Trong Phật giáo đại thừa, con đường này đối lập với con đường của Bồ tát, là con đường được tin rằng đi xa hơn quả vị A-la-hán để đạt đến Phật tính.
Trong chủ nghĩa tượng trưng của Phật giáo, bát chánh đạo thường được đại diện bằng hình thức của bánh xe chánh pháp (dharmachakra), trong đó tám nan hoa của bánh xe đại diện cho tám nhánh của con đường.

## Từ nguyên và danh pháp
Thuật ngữ tiếng Pali ariya aṭṭhaṅgika magga (tiếng Phạn: āryāṣṭāṅgamārga) thường được dịch sang tiếng Anh là "Noble Eightfold Path" (con đường tám ngành cao quý). Bản dịch này là một sự quy ước được bắt đầu bởi các dịch giả về kinh điển Phật giáo sang tiếng Anh, giống như ariya sacca được dịch thành Four Noble Truths (tứ diệu đế). Tuy nhiên, cụm từ trên không ám chỉ con đường đó là cao quý, mà nó mang ý nghĩa là con đường của những người cao quý (Pali: arya nghĩa là 'những người đã giác ngộ, quý phái, được yêu quý'). Thuật ngữ magga (Sanskrit: mārga) có nghĩa là "con đường", còn aṭṭhaṅgika (Sanskrit: aṣṭāṅga) có nghĩa là "tám thành phần". Vậy nên, một cách dịch thay thế của ariya aṭṭhaṅgika magga là "con đường tám thành phần dành cho những người cao quý", hoặc là "con đường tám ngành của những bậc cao quý".
Tất cả tám yếu tố trong Bát chánh đạo đều bắt đầu bằng từ samyañc (trong tiếng Phạn) hoặc sammā (trong tiếng Pāli) mà nó có nghĩa là "đúng, hợp lý, chân chánh, tốt nhất". Trong kinh điển Phật giáo, sự đối lập của chân chánh (samma) là phi chơn chánh (miccha).